# Melanochelys trijuga
Melanochelys trijuga је гмизавац из реда корњача.

## Угроженост
Ова врста је на нижем степену опасности од изумирања, и сматра се скоро угроженим таксоном.

## Распрострањење
Врста има станиште у Бангладешу, Индији, Малдивима, Мјанмару, Непалу и Шри Ланци.

## Станиште
Станиште врсте су слатководна подручја.